# Canton de Laignes
Le canton de Laignes était division administrative française située dans le département de la Côte-d'Or.

## Géographie
Ce canton était organisé autour de Laignes dans l'arrondissement de Montbard. Son altitude variait de 181 m (Molesme) à 362 m (Étais) pour une altitude moyenne de 261 m.

## Histoire
- De 1833 à 1848, les cantons de Baigneux et de Laignes avaient le même conseiller général. Le nombre de conseillers généraux était limité à 30 par département[1].

## Représentation

### Conseillers généraux de 1833 à 2015
| Période | Période          | Identité                                 | Étiquette                       | Qualité                                                                                 |
| ------- | ---------------- | ---------------------------------------- | ------------------------------- | --------------------------------------------------------------------------------------- |
| 1833    | 1839             | Valère (Valérius) Cousturier (1794-1866) |                                 | Maître de forges, propriétaire à Ampilly-le-Sec                                         |
| 1839    | 1848             | Claude Nicolas Varet                     |                                 | Propriétaire à Savoisy juge de paix du canton                                           |
| 1848    | 1852             | Louis Philippon                          | Républicain                     | Avocat à la Cour d'appel de Paris, propriétaire à Larrey, conseiller d'arrondissement   |
| 1852    | 1879 (démission) | Gustave Mauris (1818-1893)               | Droite                          | Maître de forges, maire de Laignes, conseiller d'arrondissement                         |
| 1879    | 1882 (décès)     | Laurent Germain Nicolas Boudin           | Républicain                     | Ancien receveur de l'enregistrement Propriétaire à Laignes, conseiller d'arrondissement |
| 1882    | 1892             | Gustave Mauris                           | Droite                          | Maître de forges, maire de Laignes                                                      |
| 1892    | 1898 (décès)     | Cyprien Mugnier                          | Républicain                     | Maire de Nesle, conseiller d'arrondissement                                             |
| 1899    | 1919 (décès)     | Henri Tenting                            | Républicain                     | Magistrat à Troyes Maire de Brion-sur-Ource Député (1904-1910)                          |
| 1919    | 1940             | Gustave Bonin                            | Rad.                            | Négociant en vins Maire de Nesle-et-Massoult Nommé conseiller départemental en 1942     |
|         |                  |                                          |                                 |                                                                                         |
| 1945    | 1965 (décès)     | Auguste Dubéchot                         | SFIO                            | Médecin Vétérinaire Conseiller municipal de Laignes                                     |
| 1965    | 1975 (décès)     | Émile Lepître (1907-1975)                | RI                              | Maire de Laignes (1947-1975)                                                            |
| 1975    | 1994             | Jean-Pierre Recq                         | Centre gauche puis UDF puis DVD | Vétérinaire Conseiller régional Maire de Laignes (1975-1995)                            |
| 1994    | 2015             | Jean-Paul Noret (1952-2017)              | PS                              | Professeur Maire de Laignes (1995-2008)                                                 |

### Conseillers d'arrondissement (de 1833 à 1940)
Le canton de Laignes avait deux conseillers d'arrondissement (sauf de 1852 à 1877).
Il appartenait à l'arrondissement de Châtillon-sur-Seine jusqu'à sa disparition en 1926.
| Période                                  | Période          | Identité                            | Étiquette   | Qualité |
| ---------------------------------------- | ---------------- | ----------------------------------- | ----------- | --- |
| 1833                                     | 1845             | Jean Baptiste Gallereux (1781-1849) |             | Médecin à Laignes, propriétaire à Chichée                                                                                           |
| 1833                                     | 1845             | Paul Thoureau (1797-1873)           |             | Propriétaire, maître de forges à Moloy, maire de Larrey                                                                             |
| 1845                                     | 1848             | Édouard Saglier                     |             | Avoué à Châtillon-sur-Seine |
| 1845                                     | 1848             | Louis Philippon                     | Républicain | Avocat à Paris, propriétaire à Larrey                                                                                               |
| 1848                                     | 1852             | Alexandre Gallereux                 |             | Docteur médecin à Laignes |
| 1848                                     | 1852             | Gustave Mauris                      |             | Maître de forges à Laignes |
| 1852                                     | 1855             | Charles Denis Vaucher               |             | Notaire à Molesme |
| 1855                                     | 1861             | Jean-Baptiste Collin                |             | Maire de Laignes |
| 1861                                     | 1865 (décès)     | Antoine Martin Gaudet (1799-1865)   |             | Docteur médecin à Laignes |
| 1866                                     | 1871             | Laurent Germain Nicolas Boudin      | Républicain | Juge de paix, propriétaire à Laignes                                                                                                |
| 1871                                     | 1872             | Adolphe Léopold Silvestre           |             | Docteur en médecine, maire de Savoisy                                                                                               |
| 1872                                     | 1877             | Pierre Durupt                       |             | Vétérinaire à Laignes |
| 1877                                     | 1879             | Laurent Germain Nicolas Boudin      | Républicain | Propriétaire à Laignes |
| 1877                                     | 1892             | Cyprien Mugnier                     | Républicain | Propriétaire à Laignes, ancien maire de Nesle                                                                                       |
| 9 nov.1879                               | 1883             | Pierre Durupt                       |             | Vétérinaire à Laignes |
| 1883                                     | 1895             | Alfred Yardin                       | Républicain | Docteur en médecine à Laignes |
| 2 oct.1892                               | 1895             | Jules Rouot (1824-1904)             | Républicain | Propriétaire,industriel, marchand de bois à Laignes                                                                                 |
| 1895                                     | 1919             | Oscar Maurice (1862-1935)           | Républicain | Vétérinaire à Laignes |
| 1895                                     | 1898 (démission) | Eugène Loiseau                      | Républicain | Négociant, propriétaire à Nicey |
| 15 janv.1899                             | 1907             | Jules Laribe (1848-1924)            |             | Propriétaire, éleveur, archéologue à Griselles                                                                                      |
| 1907                                     | 1919             | Léon Roux                           |             | Maire de Laignes |
| 1919                                     | 1931             | Antonin Lécuret                     |             | Directeur d'école, Président du Conseil d'arrondissement, propriétaire à Laignes                                                    |
| 1919                                     | 1931             | Adrien Montenot (1867-1950)         |             | Agriculteur à Laignes |
| 1931                                     | 1937             | Émile Noret (1867-1945)             |             | Agriculteur, maire de Laignes |
| 1931                                     | 1940             | Achille-Henri Égeley                | Républicain | Constructeur mécanicien, maire de Marcenay, Président du Conseil d'arrondissement                                                   |
| 1937                                     | 1940             | Paul Hyacinthe Robert (1904-1944)   | Républicain | Docteur en médecine à Laignes puis à Châtillon-sur-Seine Résistant, médecin des FFI exécuté sommairement le 11 juin 1944 à Essarois |
| 1940                                     |                  |                                     |             | Les conseils d'arrondissement ont été suspendus par la loi du 12 octobre 1940 et n'ont jamais été réactivés                         |
| Les données manquantes sont à compléter. |                  |                                     |             | |

## Composition
Le canton de Laignes regroupait 21 communes :
| Communes             | Population (2012) | Code postal | Code Insee |
| -------------------- | ----------------- | ----------- | ---------- |
| Balot                | 93                | 21330       | 21044      |
| Bissey-la-Pierre     | 86                | 21330       | 21078      |
| Bouix                | 187               | 21330       | 21093      |
| Cérilly              | 242               | 21330       | 21125      |
| Channay              | 76                | 21330       | 21143      |
| Étais                | 87                | 21500       | 21252      |
| Fontaines-les-Sèches | 50                | 21330       | 21279      |
| Griselles            | 84                | 21330       | 21309      |
| Laignes              | 881               | 21330       | 21336      |
| Larrey               | 67                | 21330       | 21343      |
| Marcenay             | 116               | 21330       | 21378      |
| Molesme              | 225               | 21330       | 21419      |
| Nesle-et-Massoult    | 101               | 21330       | 21451      |
| Nicey                | 145               | 21330       | 21454      |
| Planay               | 77                | 21500       | 21484      |
| Poinçon-lès-Larrey   | 196               | 21330       | 21488      |
| Puits                | 136               | 21400       | 21511      |
| Savoisy              | 246               | 21500       | 21594      |
| Verdonnet            | 84                | 21330       | 21664      |
| Vertault             | 51                | 21330       | 21671      |
| Villedieu            | 98                | 21330       | 21693      |

## Démographie
| 1962  | 1968  | 1975  | 1982  | 1990  | 1999  | 2006  | 2011  | 2012  |
| ----- | ----- | ----- | ----- | ----- | ----- | ----- | ----- | ----- |
| 4 433 | 4 250 | 3 886 | 3 714 | 3 347 | 3 328 | 3 263 | 3 167 | 3 132 |